# Рябиновка (Гірськомарійський район)
Ряби́новка (рос. Рябиновка, марій. Рябиновка) — присілок у складі Гірськомарійського району Марій Ел, Росія. Входить до складу Мікряковського сільського поселення.

## Населення
Населення — 37 осіб (2010; 42 у 2002).
Національний склад (станом на 2002 рік):
- марі — 100 %